# RMS (префикс)

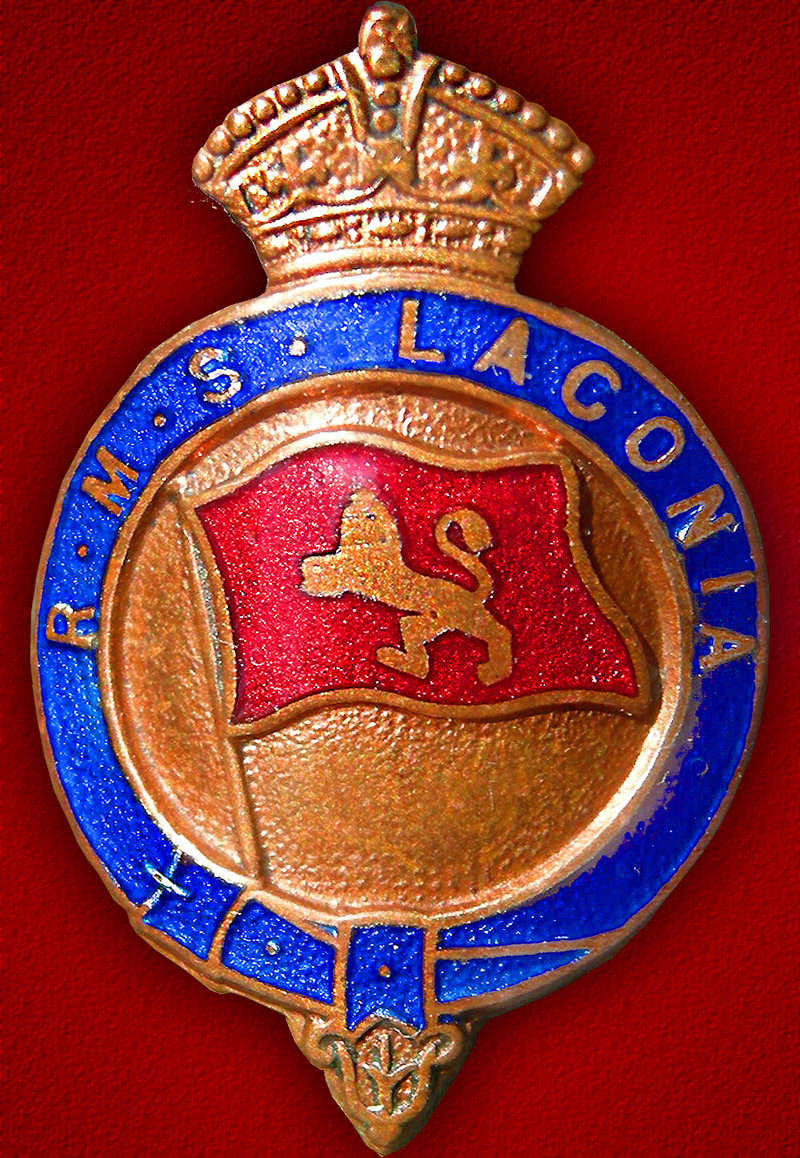
Значок Королевской почты с лайнера RMS Laconia

RMS (англ. Royal Mail Ship — Королевское почтовое судно) — префикс, принятый в Великобритании в 1840 году для обозначения судов, заключивших договор с Британской королевской почтой. Судно имело право использовать в плавании логотип с изображением короны Королевской почты. С 1850 года контракты стали заключаться с частными компаниями. Если соглашение расторгалось, то судам возвращалось стандартное обозначение SS (Steamship).
Самыми известными судоходными компаниями, чьи суда имели префикс RMS, были «Уайт Стар Лайн» и «Кунард Лайн». В 2004 году он был присвоен «Queen Mary 2». В последние годы для перевозки почты стал использоваться воздушный транспорт.